# آنه هولت
آنه هولت (نروژی: Anne Holt؛ زادهٔ ۱۶ نوامبر ۱۹۵۸) نویسنده، وکیل، و وزیر سابق دادگستری نروژ است. او رمان‌های خود را در سبک جنایی می‌نویسد.

## زندگی‌نامه

### آغاز زندگی
هولت در لارویک به دنیا آمد. او در لیلستروم و ترومسو بزرگ شد. در ۱۹۷۸ به اسلو نقل مکان کرد. هولت در ۱۹۸۶ میلادی با مدرک حقوق از دانشگاه برگن فارغ‌التحصیل شد. او میان سال‌های ۱۹۸۴ تا ۱۹۸۸ برای شبکهٔ نروژی ان‌آرکا کار کرد.

### کار
او سپس به مدت دو سال برای ادارهٔ پلیس اسلو کار کرد و اجازهٔ وکالت خود را در نروژ دریافت نمود. در ۱۹۹۰ به ان‌آرکا بازگشت و به‌عنوان روزنامه‌نگار در آنجا کار کرد. هولت در ۱۹۹۴ میلادی کار وکالت خد را آغاز کرد. او در مدت کوتاهی از ۲۵ نوامبر ۱۹۹۶ تا ۴ فوریه ۱۹۹۷ وزیر دادگستری نروژ بود که بخاطر سلامتی‌اش از آن جایگاه استعفا داد.

### نویسندگی
هولت در ۱۹۹۳ نخستین رمانش را منتشر کرد که رمانی جنایی بود. یک پلیس همجنس‌گرای زن از شخصیت‌های آن بود. او در ۱۹۹۷ و ۲۰۰۰ دو کار دیگر را که به‌طور مشترک با منشی‌اش نوشته بود منتشر کرد. او یکی از موفق‌ترین نویسندگان داستان‌های جنایی در نروژ است. تاکنون کتاب‌هایش در ۲۵ کشور منتشر شده‌اند. ول مک‌درمید او را نویسنده‌ای دانسته‌است که تاریکی‌ها در اسکاندیناوی را آشکار می‌کند.

## زندگی شخصی
آنه هولت آشکارا همجنس‌گرا است. او با شریک زندگی‌اش در پیوند مدنی است. آن‌ها در اسلو زندگی می‌کنند و دارای یک فرزند دختر هستند.